# Peter Shilton's Handball Maradona
Pour les articles homonymes, voir Maradona (homonymie).
Peter Shilton's Handball Maradona est un jeu de simulation de football sorti en 1986 pour l'Amstrad CPC, le Commodore 64 et le ZX Spectrum. Le jeu est centré sur le poste de gardien de but. Le titre du jeu fait référence à Peter Shilton.

## Système de jeu
Plutôt que de tenter de simuler le football dans son ensemble, ce titre se concentre sur la tâche du gardien qui consiste à arrêter les tirs. Dans chaque match, le joueur fait face à une succession de tirs à différentes distances et sous différents angles. Seize équipes sont incluses parmi lesquelles le joueur peut choisir la sienne et celle de l'adversaire.

## Accueil
| Peter Shilton's Handball Maradona |      |                  |
| Médias                            | Pays | Notes            |
| AllGame                           |      | 2,5/5            |
| MicroHobby                        | ES   | 6,5/10 (moyenne) |
| Zzap!64                           | RU   | 38 %             |